# Selçuk Yula
Selçuk Yula (Ankara, 8 november 1959 – Istanboel, 6 augustus 2013) was een Turks voetballer. Hij was als professioneel voetballer onder andere werkzaam bij Galatasaray en Fenerbahçe. Later was hij werkzaam als columnist en voetbalanalist op televisie.

## Levensloop
Yula begon met voetballen bij Şekerspor uit Ankara. Al snel werd zijn talent ontdekt door onder andere Fenerbahçe en in 1981 debuteerde hij bij deze topclub uit Istanboel. Gelijk in zijn eerste seizoen werd hij met 16 doelpunten topscorer van de Süper Lig. Het seizoen erop werd hij opnieuw topscorer van Turkije, maar ditmaal met 19 doelpunten. Tweemaal werd hij met Fenerbahçe kampioen van de Süper Lig. Bij Fenerbahçe maakte hij 134 doelpunten.
In de zomer van 1986 verliet hij Fenerbahçe om te gaan voetballen in Duitsland bij SpVgg Blau-Weiß Berlin. Een seizoen later keerde hij weer terug naar Turkije om te voetballen bij Sarıyer GK. Zijn laatste twee seizoenen als professioneel voetballer waren bij Galatasaray. In 1993 beëindigde hij zijn actieve loopbaan. Hij was nog vaak te zien bij FB TV (tv-kanaal van Fenerbahçe).
Yula was 21-voudig Turks voetbalinternational. Drie wedstrijden mocht hij voetballen als aanvoerder. Hij overleed op 6 augustus 2013 op 53-jarige leeftijd aan een hartaanval.